# Beilage (Technik)
Eine Beilage oder Beilagscheibe ist ein zumeist scheibenförmiges Bauteil, welches im Maschinenbau bei der Montage benutzt wird um Fertigungstoleranzen auszugleichen. Dazu stehen zumeist Beilagen in verschiedener Dicke zur Verfügung oder man kann mehrere dünne Beilagen übereinanderlegen.
Durch die Verwendung von Beilagen kann man auf eine hohe Fertigungsgenauigkeit der Einzelteile verzichten, dafür ist der Aufwand bei der Montage höher, da die richtige Beilagendicke bestimmt werden muss.